# Caroline Henderson
Caroline Henderson (født 28. februar 1962 i Stockholm), er en dansk-svensk-amerikansk  pop- og jazzsangerinde, som fik sit gennembrud som del af popgruppen Ray Dee Ohh, og som siden da har udgivet otte soloalbums.
Henderson er datter en af en svensk mor og en amerikansk far. Hun flyttede fra Sverige til København i 1983 og sang som ung i flere jazzbands. Sammen med Maria Bramsen slog hun i 1989 igennem i Danmark med popgruppen Ray Dee Ohh. Da gruppen gik i opløsning, påbegyndte Henderson en solokarriere med succesalbummet Cinemataztic fra 1995, som vandt syv priser ved de efterfølgende danske Grammyer og indeholdt de store hits Kiss Me Kiss Me og Made In Europe.
Opfølgeren Metamorphing (1998), disco-coveralbummet Dolores J – The Butterfly (2000) og det mere eksperimenterende Naos (2002) havde ikke helt samme kommercielle gennemslagskraft. Hendersons karriere tog en ny drejning med de fuldtonede jazzplader Don't Explain, Made In Europe, Love Or Nothin' og No. 8 (2008).

## Diskografi

### Med Ray Dee Ohh
- Ray Dee Ohh (Replay, 1989)
- Too (Replay, 1990)
- Radiofoni (Replay, 1991)

### Soloalbum
- Cinemataztic (1995)
- Metamorphing (1998)
- Dolores J – The Butterfly (2000)
- Naos (2002)
- Don't Explain (2003)
- Made in Europe (2004)
- A Late Night With... (opsamlingsalbum, 2005)
- Love Or Nothing (2006)
- No. 8 (2008)
- Keeper of the Flame (2009)
- Jazz, Love & Henderson (2011)
- Jazz Collection (CD/DVD) (bokssæt, 2011)
- Lonely House (2013)
- Den danske sang... (2020)
- Sange fra Højskolesangbogen (med Danmarks Underholdningsorkester m.fl.) (2021)
- Nectar & Ambrosia (2025)

Henderson arbejder også som skuespiller på teater og film.

## Hædersbevisninger
- 2010: Ridderkorset af Dannebrogordenen